# Kvarntjärnen (Piteå socken, Norrbotten)
Kvarntjärnen är en sjö i Piteå kommun i Norrbotten och ingår i Byskeälvens huvudavrinningsområde.